# Jańskie Łaźnie
Jańskie Łaźnie (czes. Janské Lázně, niem. Johannisbad) – miasto w Czechach, w kraju kralovohradeckim, we wschodnich Karkonoszach. 
Według danych z 1 stycznia 2024, liczba mieszkańców miasta wynosi 675 osób (2255. miejsce w kraju wśród miejscowości; 593. miejsce wśród miast).

## Historia

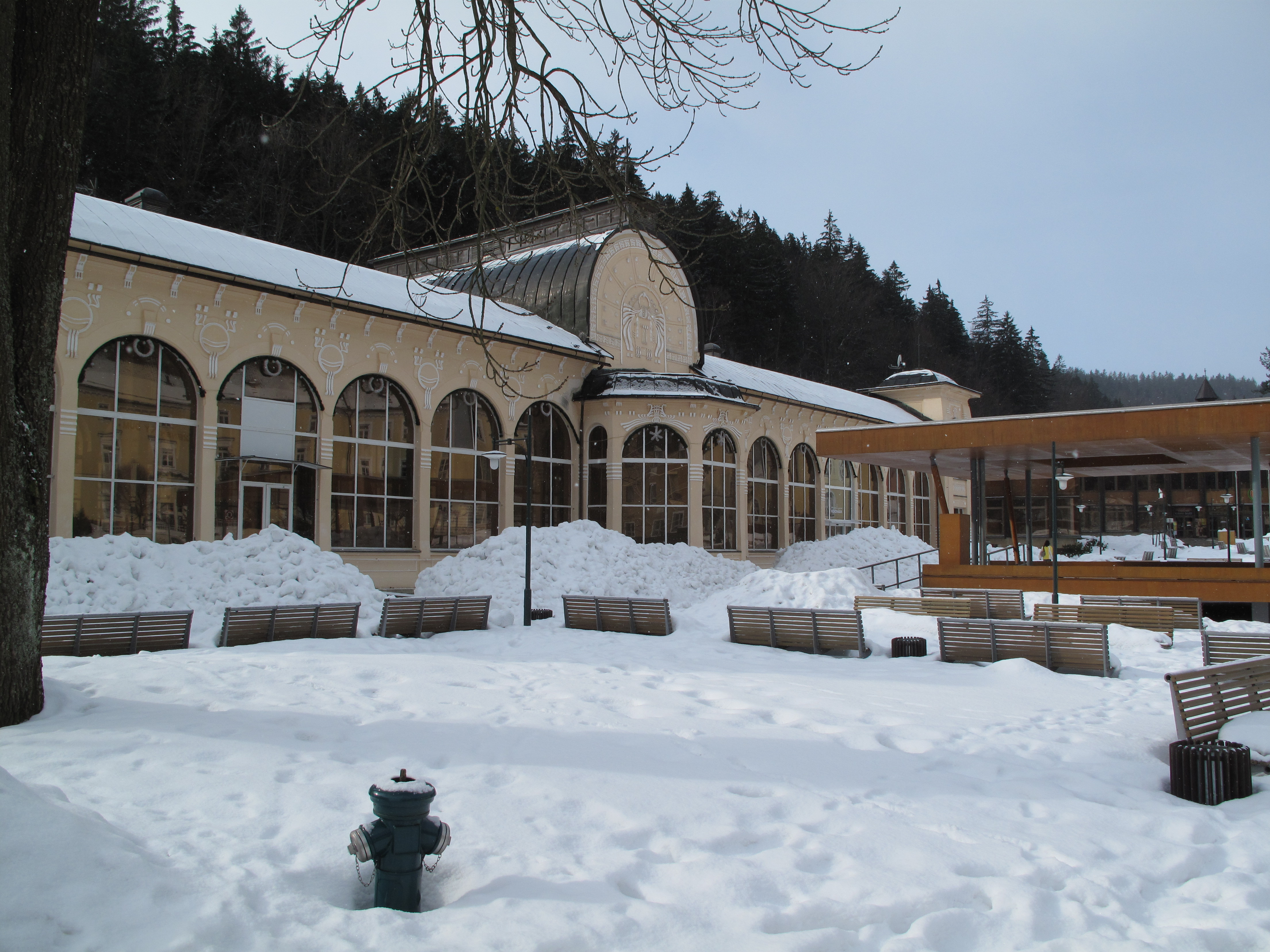
Kolonada

Według legendy źródła termalne odkryte zostały w 1006 przez rycerza Jana Hockova (stąd nazwa uzdrowiska). Założycielem kurortu był natomiast Jan Adolf Schwarzenberg, który wybudował pierwsze sześć budynków zdrojowych w 1677. W 1905 powstał neorenesansowy budynek Kolonady. W 1925 w miejscowości odbyły się pierwsze w historii mistrzostwa świata w narciarstwie klasycznym, a w 1937 Zimowa Olimpiada Robotnicza. W 1935 otwarto tu pierwszy zakład leczenia choroby Heinego-Mediny. W czasie II wojny światowej uzdrowisko służyło jako nazistowskie szpitale wojskowe. Po wojnie, w ramach planu Marshalla, zdrój miał zostać całkowicie przebudowany i unowocześniony, jednak prace wstrzymano w 1948, po przejęciu władzy przez komunistów. W 1982 powstało nowe centrum uzdrowiskowe, połączone ze starą Kolonadą.
2 lipca 2017 w miejscowości otwarto "ścieżkę w koronach drzew".

## Demografia
| Rok             | 1970 | 1980 | 1991 | 2001 | 2003 | 2008 | 2016 | 2024 |
| --------------- | ---- | ---- | ---- | ---- | ---- | ---- | ---- | ---- |
| Liczba ludności | 745  | 997  | 961  | 917  | 880  | 832  | 729  | 675  |

Źródło: Czeski Urząd Statystyczny